# 강원 FC U-12
강원 FC U-12팀은 강원 FC의 12세 이하 유스팀이다.
2008년 강원 FC의 U-12팀인 강원 FC U-12팀을 창단하여 강원 FC의 가장 어린 유소년 팀으로 자리잡았다.
2022년 강원 FC는 6월 18일 강원도 춘천시 거두리에 위치한 '강원FC 유소년 아카데미 1호점'의 개관식을 진행하였다.

## 코칭 스태프
| 직위     | 이름   | 비고 |
| -------- | ------ | ---- |
| 감독     | 최경진 |      |
| 수석코치 | 유한별 |      |
| 코치     | 노민우 |      |
| 코치     | 이도겸 |      |

## 같이 보기
- 강원 FC
- 강릉제일고등학교 축구단
- 주문진중학교 축구부